# Ray Moyer
Paul Raymond Moyer (* 21. Februar 1898 in Santa Barbara; † 6. Februar 1986 in Woodland Hills) war ein US-amerikanischer Szenenbildner. 

## Leben
Moyer begann seine Tätigkeit im Filmgeschäft als sogenannter prop man beim Filmstudio MGM. Zuvor hatte 1919 seinen Militärdienst abgeleistet. Ab Ende der 1920er Jahre war er als Szenenbildner aktiv. Im Zuge dessen war er bei mehreren Filmstudios tätig, bevor er schließlich zu Paramount Pictures wechselte und dort bis zum Ende seiner Karriere blieb.
Moyer gewann je einen Oscar für seine Arbeit bei Samson und Delilah (1949), Boulevard der Dämmerung (1950) und Cleopatra (1963) und wurde weitere neunmal nominiert. Insgesamt war er an mehr 115 Produktionen beteiligt, darunter vereinzelt auch Fernsehserien. Sein letzter Film war Geier kennen kein Erbarmen aus dem Jahr 1973.

## Filmografie (Auswahl)
- 1927: Chicago
- 1933: Der Staranwalt von Manhattan (Counsellor at Law)
- 1944: Die Träume einer Frau (Lady in the Dark)
- 1944: Here Come the Waves
- 1945: Liebesbriefe (Love Letters)
- 1945: Eine Lady mit Vergangenheit (Kitty)
- 1947: California
- 1947: Der Weg nach Rio (Road to Rio)
- 1949: Samson und Delilah (Samson and Delilah)
- 1950: Boulevard der Dämmerung (Sunset Blvd.)
- 1950: Entgleist (No Man of Her Own)
- 1950: Das Brandmal (Branded)
- 1952: Nur für Dich (Just for You)
- 1953: Ein Lied, ein Kuß, ein Mädel (The Stars Are Singing)
- 1953: Der Tolpatsch (The Caddy)
- 1954: Sabrina
- 1954: Red Garters
- 1956: Die zehn Gebote (The Ten Commandments)
- 1957: Ein süßer Fratz (Funny Face)
- 1959: Die Falle von Tula (The Trap)
- 1961: Frühstück bei Tiffany (Breakfast at Tiffany’s)
- 1963: Cleopatra
- 1965: Die größte Geschichte aller Zeiten (The Greatest Story Ever Told)
- 1968: Der Verwegene (Will Penny)
- 1973: Pat Garrett jagt Billy the Kid (Pat Garrett & Billy the Kid)
- 1973: Geier kennen kein Erbarmen (Cahill United States Marshal)